# Thailand Open 2010 - Qualificazioni singolare
Le qualificazioni del singolare  del Thailand Open 2010 sono state un torneo di tennis preliminare per accedere alla fase finale della manifestazione. I vincitori dell'ultimo turno sono entrati di diritto nel tabellone principale. In caso di ritiro di uno o più giocatori aventi diritto a questi sono subentrati i lucky loser, ossia i giocatori che hanno perso nell'ultimo turno ma che avevano una classifica più alta rispetto agli altri partecipanti che avevano comunque perso nel turno finale.
Le qualificazioni del Thailand Open  2010 prevedevano 32 partecipanti di cui 4 sono entrati nel tabellone principale.

## Teste di serie
1. Konstantin Kravčuk (Qualificato)
2. Ivan Dodig (secondo turno)
3. Denis Gremelmayr (primo turno)
4. Thiago Alves (primo turno)

1. Matthew Ebden (primo turno)
2. Marinko Matosevic (secondo turno)
3. Peter Polansky (ultimo turno)
4. Ruben Bemelmans (Qualificato)

## Qualificati
1. Konstantin Kravčuk
2. Frederik Nielsen

1. Ruben Bemelmans
2. Ryler Deheart

## Tabellone

### Legenda
| - Q = Qualificato - WC = Wild card - LL = Lucky loser | - ALT = Alternate - SE = Special Exempt - PR = Protected Ranking | - w/o = Walkover - r = Ritirato - d = Squalificato |

### Sezione 1
|  | Primo turno                | Primo turno                | Primo turno                | Primo turno | Primo turno |  |  | Secondo turno | Secondo turno      | Secondo turno      | Secondo turno    | Secondo turno |    |   | Ultimo turno | Ultimo turno       | Ultimo turno | Ultimo turno | Ultimo turno |  |
|  |                            |                            |                            |             |             |  |  |               |                    |                    |                  |               |    |   |              |                    |              |              |              |  |
|  | 1                          | Konstantin Kravčuk         | Konstantin Kravčuk         | 6           | 7           |  |  |               |                    |                    |                  |               |    |   |              |                    |              |              |              |  |
|  |                            | James Ward                 | James Ward                 | 4           | 6           |  |  | 1             | Konstantin Kravčuk | Konstantin Kravčuk | 6                | 7             |    |   |              |                    |              |              |              |  |
|  | Peter Gojowczyk            | Peter Gojowczyk            | Peter Gojowczyk            | 6           | 6           |  |  |               | Peter Gojowczyk    | Peter Gojowczyk    | 2                | 62            |    |   |              |                    |              |              |              |  |
|  | Kittiphong Wachiramanowong | Kittiphong Wachiramanowong | Kittiphong Wachiramanowong | 0           | 2           |  |  |               |                    |                    |                  |               |    |   | 1            | Konstantin Kravčuk | 6            | 7            | 7            |  |
|  | Dmitrij Tursunov           | Dmitrij Tursunov           | Dmitrij Tursunov           | 7           | 6           |  |  |               |                    |                    | Dmitrij Tursunov | 7             | 64 | 5 |              |                    |              |              |              |  |
|  | Daniel King-Turner         | Daniel King-Turner         | Daniel King-Turner         | 5           | 4           |  |  |               | Dmitrij Tursunov   | Dmitrij Tursunov   | 7                | 7             |    |   |              |                    |              |              |              |  |
|  | 6                          | Marinko Matosevic          | Marinko Matosevic          | 6           | 6           |  |  | 6             | Marinko Matosevic  | Marinko Matosevic  | 68               | 63            |    |   |              |                    |              |              |              |  |
|  |                            | Phassawit Burapharitta     | Phassawit Burapharitta     | 1           | 3           |  |  |               |                    |                    |                  |               |    |   |              |                    |              |              |              |  |

### Sezione 2
|  | Primo turno         | Primo turno         | Primo turno        | Primo turno        | Primo turno |  |  | Secondo turno | Secondo turno    | Secondo turno    | Secondo turno  | Secondo turno  |   |   | Ultimo turno | Ultimo turno     | Ultimo turno     | Ultimo turno | Ultimo turno |  |
|  |                     |                     |                    |                    |             |  |  |               |                  |                  |                |                |   |   |              |                  |                  |              |              |  |
|  | 2                   | Ivan Dodig          | 68                 | 6                  | 6           |  |  |               |                  |                  |                |                |   |   |              |                  |                  |              |              |  |
|  |                     | Josh Goodall        | 7                  | 4                  | 2           |  |  | 2             | Ivan Dodig       | Ivan Dodig       | 6              | 68             |   |   |              |                  |                  |              |              |  |
|  | Frederik Nielsen    | Frederik Nielsen    | 64                 | 7                  | 6           |  |  |               | Frederik Nielsen | Frederik Nielsen | 7              | 7              |   |   |              |                  |                  |              |              |  |
|  | Sebastian Rieschick | Sebastian Rieschick | 7                  | 5                  | 3           |  |  |               |                  |                  |                |                |   |   |              | Frederik Nielsen | Frederik Nielsen | 6            | 6            |  |
|  | Yang Tsung-hua      | Yang Tsung-hua      | Yang Tsung-hua     | Yang Tsung-hua     | 5           |  |  |               |                  | 7                | Peter Polansky | Peter Polansky | 3 | 3 |              |                  |                  |              |              |  |
|  | Sonchat Ratiwatana  | Sonchat Ratiwatana  | Sonchat Ratiwatana | Sonchat Ratiwatana | 1r          |  |  |               | Yang Tsung-hua   | Yang Tsung-hua   | 5              | 3              |   |   |              |                  |                  |              |              |  |
|  | 7                   | Peter Polansky      | Peter Polansky     | 6                  | 7           |  |  | 7             | Peter Polansky   | Peter Polansky   | 7              | 6              |   |   |              |                  |                  |              |              |  |
|  |                     | Sanchai Ratiwatana  | Sanchai Ratiwatana | 3                  | 5           |  |  |               |                  |                  |                |                |   |   |              |                  |                  |              |              |  |

### Sezione 3
|  | Primo turno                 | Primo turno                 | Primo turno             | Primo turno | Primo turno |  |  | Secondo turno    | Secondo turno    | Secondo turno    | Secondo turno   | Secondo turno |    |   | Ultimo turno | Ultimo turno     | Ultimo turno | Ultimo turno | Ultimo turno |  |
|  |                             |                             |                         |             |             |  |  |                  |                  |                  |                 |               |    |   |              |                  |              |              |              |  |
|  |                             | Evgenij Kirillov            | Evgenij Kirillov        | 6           | 6           |  |  |                  |                  |                  |                 |               |    |   |              |                  |              |              |              |  |
|  | 3                           | Denis Gremelmayr            | Denis Gremelmayr        | 4           | 3           |  |  | Evgenij Kirillov | Evgenij Kirillov | Evgenij Kirillov | 7               | 6             |    |   |              |                  |              |              |              |  |
|  | Dane Chuntraruk             | Dane Chuntraruk             | Dane Chuntraruk         | 68          | 0           |  |  | Dane Chuntraruk  | Dane Chuntraruk  | Dane Chuntraruk  | 64              | 3             |    |   |              |                  |              |              |              |  |
|  | Aleksandr Kudrjavcev        | Aleksandr Kudrjavcev        | Aleksandr Kudrjavcev    | 7           | 0r          |  |  |                  |                  |                  |                 |               |    |   |              | Evgenij Kirillov | 3            | 7            | 6            |  |
|  | Pongsiri Niroj              | Pongsiri Niroj              | 4                       | 6           | 6           |  |  |                  |                  | 8                | Ruben Bemelmans | 6             | 69 | 7 |              |                  |              |              |              |  |
|  | Perakiat Siriluethaiwattana | Perakiat Siriluethaiwattana | 6                       | 4           | 4           |  |  |                  | Pongsiri Niroj   | Pongsiri Niroj   | 5               | 3             |    |   |              |                  |              |              |              |  |
|  | 8                           | Ruben Bemelmans             | Ruben Bemelmans         | 6           | 6           |  |  | 8                | Ruben Bemelmans  | Ruben Bemelmans  | 7               | 6             |    |   |              |                  |              |              |              |  |
|  |                             | Adirek Khundarnpinitvon     | Adirek Khundarnpinitvon | 1           | 0           |  |  |                  |                  |                  |                 |               |    |   |              |                  |              |              |              |  |

### Sezione 4
|  | Primo turno          | Primo turno          | Primo turno          | Primo turno | Primo turno |  |  | Secondo turno        | Secondo turno        | Secondo turno        | Secondo turno      | Secondo turno      |   |   | Ultimo turno  | Ultimo turno  | Ultimo turno  | Ultimo turno | Ultimo turno |  |
|  |                      |                      |                      |             |             |  |  |                      |                      |                      |                    |                    |   |   |               |               |               |              |              |  |
|  |                      | Ryler Deheart        | Ryler Deheart        | 6           | 6           |  |  |                      |                      |                      |                    |                    |   |   |               |               |               |              |              |  |
|  | 4                    | Thiago Alves         | Thiago Alves         | 3           | 2           |  |  | Ryler Deheart        | Ryler Deheart        | Ryler Deheart        | 6                  | 6                  |   |   |               |               |               |              |              |  |
|  | Yūichi Sugita        | Yūichi Sugita        | Yūichi Sugita        | 6           | 6           |  |  | Yūichi Sugita        | Yūichi Sugita        | Yūichi Sugita        | 1                  | 3                  |   |   |               |               |               |              |              |  |
|  | Weerapat Doakmaiklee | Weerapat Doakmaiklee | Weerapat Doakmaiklee | 0           | 3           |  |  |                      |                      |                      |                    |                    |   |   | Ryler Deheart | Ryler Deheart | Ryler Deheart | 7            | 6            |  |
|  | Warut Korkiatthaworn | Warut Korkiatthaworn | Warut Korkiatthaworn | 6           | 7           |  |  |                      |                      | Alex Bogomolov Jr.   | Alex Bogomolov Jr. | Alex Bogomolov Jr. | 5 | 3 |               |               |               |              |              |  |
|  | Kong Pop Lertchai    | Kong Pop Lertchai    | Kong Pop Lertchai    | 2           | 64          |  |  | Warut Korkiatthaworn | Warut Korkiatthaworn | Warut Korkiatthaworn | 0                  | 0                  |   |   |               |               |               |              |              |  |
|  |                      | Alex Bogomolov Jr.   | 6                    | 4           | 6           |  |  | Alex Bogomolov Jr.   | Alex Bogomolov Jr.   | Alex Bogomolov Jr.   | 6                  | 6                  |   |   |               |               |               |              |              |  |
|  | 5                    | Matthew Ebden        | 2                    | 6           | 1           |  |  |                      |                      |                      |                    |                    |   |   |               |               |               |              |              |  |